# 四大著名吝嗇鬼 (小說)
四大著名吝嗇鬼，是指歐洲小說中的四個小說人物，這四個人物分別產生於三個國家，出自四位名家之手，這四位吝嗇鬼形象涉及幾個世紀的社會生存，從另一個角度總結了歐洲四百年來資本主義歷史發展的過程；在那個物欲橫流的時代，人和人之間，除了“赤裸裸的金錢關係”、冷酷的“現金交易”之外再也沒有任何關聯了。
一般公認，世界文學領域有四大吝嗇鬼：
- 一是英國作家莎士比亞筆下的《威尼斯商人》夏洛克，1596年—1597年；
- 二是法國作家莫里哀筆下的《吝嗇鬼》阿巴貢，1668年；
- 三是法國作家巴爾扎克筆下的《歐也妮·葛朗台》葛朗台，1833年；
- 四是俄國作家果戈理的《死魂灵》普留希金，1842年。